# ロドニー・ストラッサー
ロドニー・ストラッサー（Rodney Strasser, 1990年3月30日 - ）は、シエラレオネ・フリータウン出身の同国代表サッカー選手。トゥルン・パロセウラ所属。ポジションはミッドフィールダー。

## 来歴
シエラレオネサッカー界の英雄モハメド・カロンが設立したカロンFCでキャリアをスタートさせる。同クラブはスターの原石を求める海外チームのスカウトが頻繁に訪れるクラブであり、ストラッサー自身も2007年にACミランのスカウトの目に留まり、ミランのユースチーム入りを果たす。
2008年からはトップチームにも度々招集されるようになり、2008年12月21日のウディネーゼ・カルチョ戦にてトップデビューを飾っている。
2010-11シーズン第18節のアウェー、カリアリ・カルチョ戦にてセリエA初ゴールを記録。冬に加入のアントニオ・カッサーノからのアシストだった。
2013年7月27日、ジェノアCFCに完全移籍することが決定した。同年8月21日にレッジーナ・カルチョへ、2015年2月2日にはASリヴォルノ・カルチョへローンで加入した。同年8月31日、レガ・プロのルーパ・カステッリ・ロマーニに期限付き移籍した。
2016年2月よりプルヴァHNLのNKザグレブにレンタルされ、初めてイタリア国外のプロリーグ挑戦となった。2016-17シーズンはセグンダ・リーガのジル・ヴィセンテFCへシーズンローンとなることが発表された。

## タイトル
ミラン
- コッパ・イタリア・プリマヴェーラ（英語版）: 2009-10
- セリエA : 2010-11